# 日本内燃機
日本内燃機は、1932年(昭和7年)に設立された日本の自動車メーカーで、現在の日産自動車系列のエンジン製造会社である日産工機の前身企業である。
1930年代から1950年代にかけ、「くろがね」のブランドでオート三輪トラック市場の代表的メーカーとして活動したことで後世に知られる。

## 沿革
自動車技術者・蒔田鉄司(まきた　てつじ　1888－1958)の手で1917年に設立された個人工場「秀工舎」が起源。1920年代からオート三輪・オートバイ開発に着手して業界に本格参入、大倉財閥系の日本自動車傘下で小型空冷エンジン国産開発に成功した。以後は「ニューエラ」、のち「くろがね」ブランドのオート三輪トラックを主力製品とし、1930年代以降東洋工業(現在のマツダ)・ダイハツ工業と並ぶ日本のオート三輪業界の3大メーカーであった。
大日本帝国陸軍との関係が深く、戦前には軍用オートバイや軍用特殊自動車も製造したが、日本で初めて本格的な四輪駆動乗用車であるくろがね・4起を軍用に量産化したことは特筆される。
戦後の放漫経営から1950年代中期以降経営不振に陥り、1957年(昭和32年)にオオタ自動車工業と合併、東急グループの傘下に入り、日本自動車工業、後に東急くろがね工業と社名変更したが、東急くろがね工業も1962年(昭和37年)に独立メーカーとしての自動車生産から撤退した。

### 創業時代

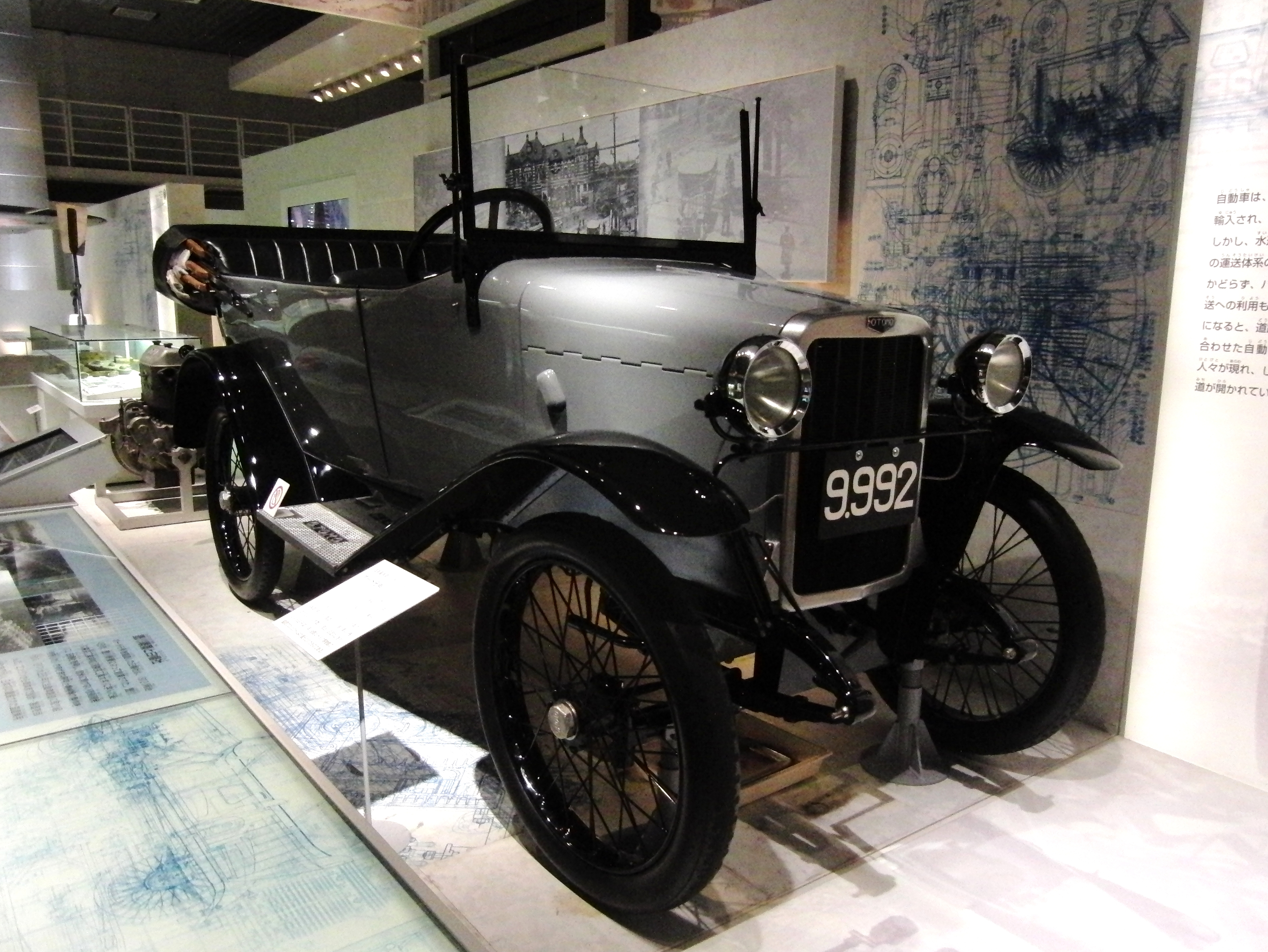
オートモ号（復元）。国立科学博物館の展示。

創業者の蒔田鉄司は静岡県出身。後年にブランド・社名となる「くろがね」は蒔田の名前の一文字「鉄」の和名である。
1913年(大正2年)に東京高等工業学校機械科を卒業した蒔田は学生時代から自動車開発の研究に打ち込み、1917年(大正6年)には機械工場「秀工舎」を開き、自転車やオートバイ(当時は自動自転車と呼ばれた)の部品製作を行い、最初の自動自転車の試作も行った。
1918年(大正8年)には、豊川順彌が開設した白楊社製作所の製作部主任技師となり、同社が1924年(大正13年)から生産化し1927年(昭和2年)までに300台近くを生産した日本初の量販乗用車「オートモ号」の開発・生産を主導、技術的経験を積む。
1926年(大正15年)に白楊社製作所を退社、弟の正次に経営を委ねていた秀工舎に戻った蒔田は、自動三輪運搬車(オート三輪)の設計に着手、1927年(昭和2年)2月には一号車を完成させ、同年6月、前年の大正から昭和への改元に因み「ニューエラ」(New Era =新時代)と名づけて発売した。当初は、黎明期のオート三輪のパワーユニットとして多用されていた英国JAP製の空冷サイドバルブ単気筒・350cc3馬力エンジンを搭載した（「3馬力」は、当時の日本における課税上の名目的な出力である）。180kg(50貫)積仕様、価格830－930円という設定である。

### 日本自動車時代
ニューエラ号はチェーンが外れにくく調整も容易な独特の構造など、完成度の高い設計で人気を博し、発売5ヶ月で20台を売り上げる順調なスタートを切った（当時、日本でオート三輪を製造していたのはこの程度の規模の零細企業ばかりであった）が、従業員7－8名の零細工場では、経営者の蒔田自身が作業に加わっても、生産規模の拡大は到底期待できなかった。
この頃、陸軍自動車学校研究部の長谷川正道の紹介で、蒔田は当時の最大手自動車販売業者の一つである大倉財閥系の日本自動車の社長、石沢愛三の知遇を得た。日本自動車は当時、オートバイ部門の主力であったハーレーダビッドソン(オート三輪としても多くが販売されていた)の販売権を他社に奪われ苦境に陥っていたため、1928年(昭和3年)1月に蒔田を常務取締役として迎え入れ、同社が所有する大森の工場を蒔田に提供し、3輪トラックの製造を委ねた。
ニューエラ号は「JAC(日本自動車の英語名のイニシャル)ニューエラ」と改名され、日本自動車の販売網を通じて販売されることになった。
蒔田は翌年の1929年、JAPやサンビームを参考に、自社設計の347cc4ストローク・空冷単気筒エンジンの自社開発に成功、「JAC」ブランドを与えて市場に送り出す。更に無免許運転の可能な許可制小型車の範囲が500ccまでに拡大されると、これに対応して1930年には499ccエンジンも完成。輸入エンジンは350cc級が主流で500cc級の製品がほとんどなかったことや、エンジン自体の性能が良好であったことから、販路拡大に繋がった。JACエンジンは輸入品に実用上対抗できる水準の汎用エンジンとして自社のオートバイやオート三輪に搭載されたほか、他メーカーへのエンジン供給も行われた。
特に発展著しかったオート三輪業界で「ニューエラ」はシャフトドライブのいち早い採用など、業界をリードする存在となって行く。

### 日本内燃機としての独立・戦時体制下での資本変遷
日本自動車大森工場の車両製造部門は1932年に日本自動車から独立、日本自動車の取締役・又木周夫(1894年生、東京帝国大学法科卒、新高製糖元重役、日本自動車創業者大倉喜七郎の姪の夫)を社長とする日本内燃機が設立された。工場長であった蒔田鉄司は取締役として日本内燃機に移籍、技術トップとして開発を引き続き指揮した。その後長く同社製品の特徴となる空冷V型2気筒エンジン搭載車の開発など、拡大を続けるオート三輪市場のリーダー格の地位を守り続け、1930年代中期以降は東洋工業(現在のマツダ)・発動機製造(ダイハツ)と並ぶ3大メーカーの地位を確立した。
この間、英語名では当時のユーザーに親しみを持たれにくく、また競合メーカーからは「ニューエラー（新“失敗”）だ」などとブランドをもじった悪口を言われるなどの難もあったことから、1937年には鉄に象徴される当時の軍国的風潮に乗じ、蒔田鉄司の名とも絡めた「くろがね」にブランド名を変更した。
陸軍少将に昇進した長谷川との縁で、陸軍との関係も引き続き良好で、発動機製造、トヨタ自動車などと共に小型全輪駆動(当時は「四輪起動」と呼ばれた)軍用乗用車の開発コンペにも参加、オート三輪のV2エンジンとフォードのギアボックスを組み合わせた日本内燃機のモデルが、空冷エンジンで軽量なことと、大径車輪による優れた悪路走行性が評価されて採用された。
1935年(昭和10年)以降、95式小型乗用車(通称くろがね4起)として、敗戦までに約4800台が生産され、戦線に投入された。
これらの軍需対応に伴い、生産体制の強化が必須となったが、それまで日本内燃機の後ろ盾となってきた日本自動車とその母体たる大倉財閥は、日本内燃機に対して十分な資本増強を行うことができなかった。そして1936年には経営陣の間で内紛が起こり、新たに株式を取得した、泉州資本の寺田甚吉率いる寺田財閥が日本内燃機の経営における主導権を握り、日中戦争から太平洋戦争に至る時期に大幅な資本力強化を図るようになった。
1938年時点では社長にも寺田甚吉が就任しており、寺田系資本の持株比率は62%に達した（その後の資本増強過程で銀行・証券系資本の持株比率が増大し、1943年には寺田系資本の持株比率は28%まで下がっている）。1938年3月から1943年3月までの5年間に、資本金は200万円から2,500万円へと大幅に増強され、軍需生産用の工場多数が新設された。1941年には寺田系企業の「日本スピンドル製造所」（織機部品メーカー）を吸収合併しており、一方で戦前の看板商品であったオート三輪の生産はごく僅かな台数に抑制された。1941年初頭の会社定款からは、営業品目に「飛行機」が追加され、一方「三輪車・二輪車」は削除された（もっとも軍用二輪車の生産は引き続き行っていた）。太平洋戦争中の主要製品としては軍用四輪車両各種のほか、航空機部品と砲弾の信管等が増大している。
このような混乱と激動の渦中にあっても、同社の技術の要であり、陸軍との太いコネクションも持っていた創業者・蒔田鉄司は常務取締役として引き続きその任に当たった。戦時中はその技術力を買われて特殊車両の開発に取り組み、大型特殊牽引車の開発なども行っている。しかし後には寺田系の重役陣と対立するに至り、1943年に退社した。

### 戦後の放漫経営と弱体化
1945年(昭和20年)の敗戦後は本来の民需生産に転換、戦前型の生産復活という形で一般向けオート三輪の製造を再開し、1949年(昭和24年)には社名を日本内燃機製造に改めた。
戦後のオート三輪市場は、軽便輸送手段需要の激増から急激に拡大した。戦前からの大手マツダ・ダイハツに加え、新三菱重工業の「みずしま」や、愛知機械工業の「ヂャイアント」など、軍需から民需へ転換した大企業の新規参入もあって激戦区となり、丸ハンドル化・鋼製の全天候型キャビン採用、エンジンの多気筒化、水冷化、積載量の拡大などを目指して、各社は激しい技術開発、販売合戦を展開した。
日本内燃機の「くろがね」も1950年の新型エンジン開発に始まり、1951年(昭和26年)には風防窓と幌の屋根を装着、その後エンジンもOHV化するなど時流を追った。
エンジンメーカーとしての技術実績から、1950年代前半まで、エンジンのタフネスさ・スムーズさではダイハツやマツダをも凌駕していた。当時の急勾配での過負荷テストでは、競合各車がオーバーヒートで停止を余儀なくされるほどの条件でも、くろがねだけはエンジン排気管を赤熱させながら、なお止まらずに登坂したという。また日本内燃機出身の技術者たちが独立して1947年に設立した日新工業が、新規参入で製作したオート三輪「サンカー」は、「くろがね」類似の設計を用いていたにもかかわらず、静粛性やスムーズさでは「くろがね」が「サンカー」を圧倒していた。あくまで空冷単気筒・2気筒エンジンの範疇での比較であるが、「くろがね」の工作水準や材質の良好さを伝える逸話と言える。
表面上の収益面ではこの1950年代初頭期が「くろがね」の最も好調な時代であった。だが実際には日本内燃機は、既に1940年代末期から没落への行路を辿り始めていたのである。
戦後混乱期はオート三輪にも公定価格制が実施されており、着実な需要から「作れば売れ、収益になった」が、この情勢下でシェアを確保するには量産体制強化による供給力向上が必須であった。ダイハツとマツダは量産体制の整備を急ぎ、シェア拡大効果を享受できたが、日本内燃機はこの時点で大きく出遅れた。更に1949年3月からのドッジ・ライン施策による経済引き締めで不況による需要減退が生じ、公定価格制も1949年末までに解除されたことで、業界各社は経営維持のための自力拡販に迫られた。1949年時点で「くろがね」のシェアは戦後参入グループの中でも技術力・生産体制とディーラー網整備に長けた三菱「みずしま」に凌駕され、業界第4位に転落した。
だがこれに対する強力なシェア奪回策に至らないまま、1950年8月に朝鮮戦争が勃発した影響で「朝鮮特需」が生じ、一挙に新車需要が回復・増加に転じたことは、当時の日本内燃機の経営陣から危機感を遠のかせてしまった。好況による旺盛な需要から「新車供給を求める各地のディーラーが、工場に現金を抱えて日参する」ほどの売り手市場では、「くろがね」車は老舗ブランドの看板によって競合他社製品よりも高値で販売できた。これにあぐらをかいた経営陣は、必要な設備投資や販売網整備などによる内部留保、競争力確保に繋がる新技術開発の促進を怠りながら、ばらまき同然の過大配当を続ける放漫経営に陥ったのである。
同時期のダイハツとマツダが将来を見据え、好況時の収益を元に適切な設備投資や旺盛なディーラー開拓を怠らなかったのとは対照的で、日本内燃機本来の経営体力は徐々に損なわれていった。
この経営基盤弱体化は、朝鮮戦争休戦後の急激な不況に際しててきめんに日本内燃機を直撃し、1953年以降の同社は著しい経営不振に陥った。結果、資金不足や有力技術者の流出などを招いてその開発力は削がれ、「くろがね」における鋼製キャビンの採用やヘッドライトの2灯化は1955年からと、ライバルに遅れを取るようになった。エンジンへの強制空冷機構搭載やOHV化でも、量産規模ではるかに勝る「ダイハツ」「マツダ」が先行し、「くろがね」が誇っていた性能面でのかつての優位性は失われた。
オート三輪同士の競争に加え、それらの大型化・高性能化は4輪トラックとの価格差を縮めることにもなり、3輪と4輪が同じ市場で競合する結果を招いた。トヨタ自動車が1954年に発売した簡素な設計で低価格の「トヨタSKB型トラック」(後の初代トヨエース)は、1956年頃には明確に小型トラック需要をオート三輪の領域まで侵食するようになり、一方で同時期の日本内燃機製造の経営悪化は救いがたいものとなっていた。

### 東急グループ入りと終焉
このような状態の日本内燃機製造に着目したのが、相次ぐ企業乗っ取りにより一大コンツェルン形成を目指した東急グループの総帥・五島慶太であった。五島は1957年、日本内燃機製造に、やはり戦前からの名門メーカーながら倒産状態に陥っていたオオタ自動車工業を吸収合併させ、社名を変更し、社長に日本交通創業者の川鍋秋蔵を据えて、日本自動車工業とした。
日本自動車工業となってからの「くろがね」は、オート3輪の水冷エンジン・丸ハンドル化、初の四輪キャブオーバートラック「マイティ」の開発など、マツダ・ダイハツ同様3・4輪トラックの総合メーカー化を急いだ。しかし、かつての名門「くろがね」ブランドを支えた日本内燃機系の有力技術者や、オオタの主力技術者たちは、両社の朝鮮戦争後の経営悪化や合併前後の人員整理を機に多数流出しており、競合の激しい小型トラックカテゴリーで競争力の高い製品を開発する事は困難だった。また電鉄系資本の東急グループは、自動車販売網整備のノウハウが無く、この点でも先行きは暗いものであった。
水冷エンジンの新規開発ができないために、オオタ系の既存水冷エンジン流用で競合メーカー並みの体裁を整えた3輪・4輪トラックを急造したり、新型オート三輪の一部には市場で主流化した油圧ショックアブソーバーによるテレスコピック・サスペンションを前輪に採用できず、企図せずして旧態化したボトムリンク式懸架を用い続けるなど、開発力の低下が顕著となっていた。
一方で、オオタ・トラックの後継モデルとして開発された1959年の小型四輪トラック「くろがね・ノーバ」のために、このクラスの車両には過剰設計な後輪空気ばねをわざわざ開発して標準装備するなど、市場ニーズと乖離した的外れな技術開発も見られ、経営・開発方針の迷走は明らかであった。
やはり1959年には、軽4輪トラック市場にキャブオーバータイプの機能的モデル「くろがね・ベビー」を発売して進出した。この軽トラックは優れた先進的な設計であったが、実はオオタ自動車の創業者・太田祐雄の子息で、立川飛行機系企業となってしまったオオタから離れていた太田祐茂に開発を委嘱した社外設計車であった。
1959年には「東急くろがね工業」と改称、唯一好調な「ベビー」の専用工場建設を進めるなど起死回生を図ったが、販売力の弱さと競合メーカーの攻勢、特にスバル・サンバーの出現に抗しきれず、1962年1月に経営は行き詰まり、独立メーカーとしての自動車製造から撤退した。その後曲折を経て、日産自動車系列のエンジン製造会社・日産工機として会社は存続している。
なお、第二次大戦後の日本内燃機製造には、陸軍航空技術研究所出身で後にホンダF1チーム監督となった中村良夫が在籍していたが、1958年(昭和33年)に本田技研工業に転じた。転籍直後から中村はホンダ初期の4輪車(T360・S500など)の開発責任者となった。